# Epok (geologi)
För andra betydelser, se Epok (olika betydelser).
| Kenozoikum de senaste 66 miljoner åren                                          | Kenozoikum de senaste 66 miljoner åren | Kenozoikum de senaste 66 miljoner åren |
| Period (System)                                                                 | Epok (Serie)                           | Miljoner år sedan                      |
| ------------------------------------------------------------------------------- | -------------------------------------- | -------------------------------------- |
| Kvartär 2,6                                                                     | Holocen 0,01                           | 0,01–0,00                              |
| Kvartär 2,6                                                                     | Pleistocen 2,57                        | 2,58–0,01                              |
| Neogen 20                                                                       | Pliocen 2,7                            | 5,3–2,6                                |
| Neogen 20                                                                       | Miocen 17,7                            | 23,0–5,3                               |
| Paleogen 43                                                                     | Oligocen 11                            | 34–23                                  |
| Paleogen 43                                                                     | Eocen 22                               | 56–34                                  |
| Paleogen 43                                                                     | Paleocen 10                            | 66–56                                  |
| Eran kenozoikum är en del av eonen fanerozoikum. Se vidare geologisk tidsskala. |                                        |                                        |

En geologisk epok är en tidsenhet som används inom den geokronologin för att definiera delar i den geologiska tidsskalan. En epok utgör en del av en period.
| Lagerföljder inom kronostratigrafi | Tidsintervall inom geokronologi | Ändelser för svenska namn | Exempel                | Antal namngivna |
| ---------------------------------- | ------------------------------- | ------------------------- | ---------------------- | --------------- |
|                                    | Supereon                        | -                         | Prekambrium            | 1 supereon      |
| Eonotem                            | Eon                             | -ikum                     | Arkeikum               | 4 eoner         |
| Eratem                             | Era                             | -ikum                     | Kenozoikum             | 10 eror         |
| System                             | Period                          | -ogen, -ium, -            | Neogen, Kambrium, Jura | 22 perioder     |
| Serie                              | Epok                            | -ocen, -                  | Eocen, Wenlock         | 37 epoker       |
| Etage                              | Ålder                           | -                         | Flo, Sandby            | 95 åldrar       |
| Kronozon                           | Kron                            | -                         |                        | Inga officiella |

| Lagerföljder inom kronostratigrafi | Tidsintervall inom geokronologi | Exempel                 | Kommentar                           |
| ---------------------------------- | ------------------------------- | ----------------------- | ----------------------------------- |
| Övre                               | Yngre                           | Övre jura = Yngre jura  | Nya sedimentlager hamnar överst     |
| Mellersta                          | Mellersta                       | Mellersta jura          |                                     |
| Undre                              | Äldre                           | Undre jura = Äldre jura | De äldsta sedimenten ligger underst |